# Kallemäe
Koordinaten: 58° 22′ N, 22° 53′ O

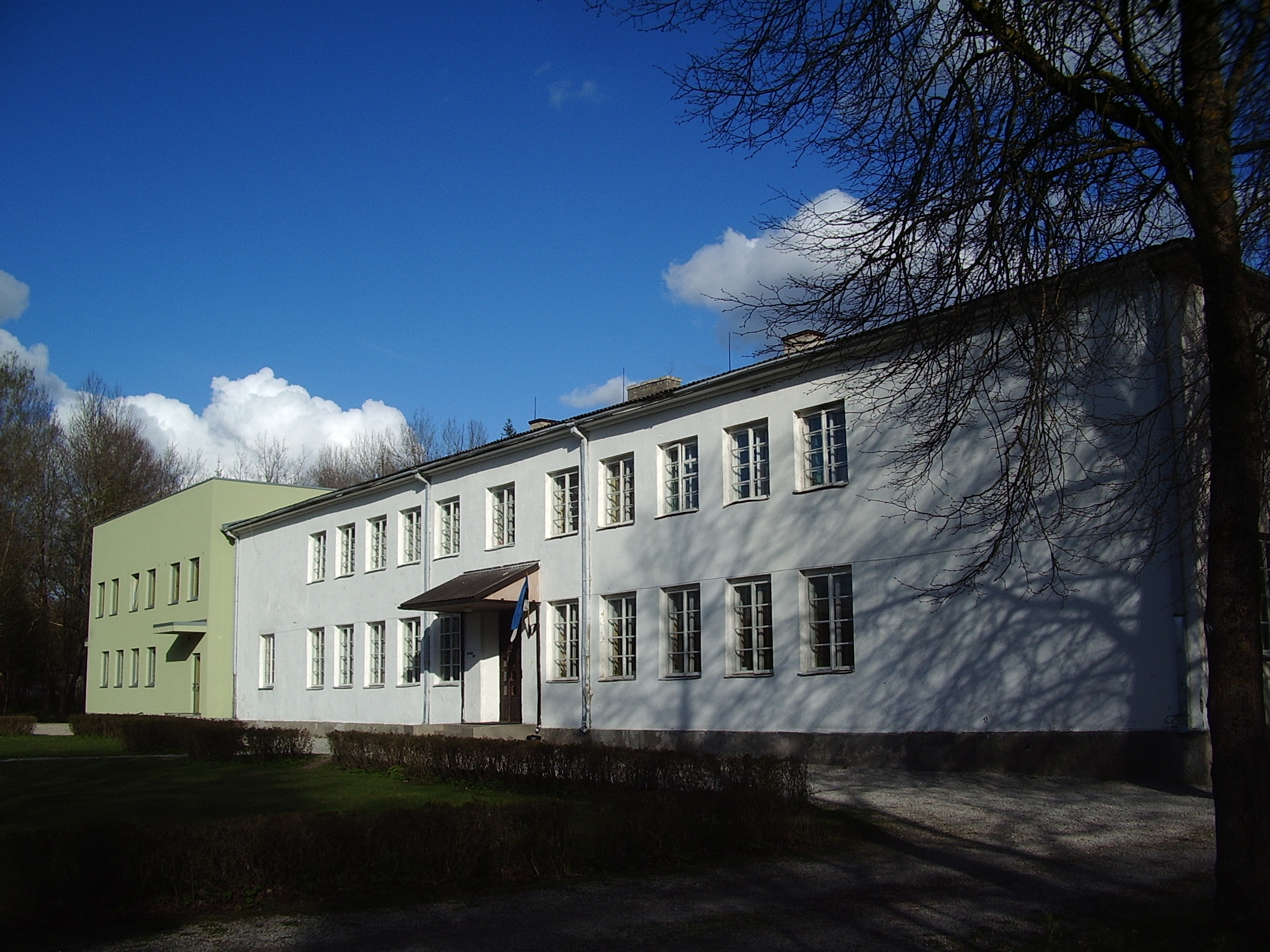
Schule von Kallemäe

Kallemäe ist ein Dorf (estnisch küla) auf der größten estnischen Insel Saaremaa. Es gehört zur Landgemeinde Saaremaa (bis 2017: Landgemeinde Valjala) im Kreis Saare.

## Einwohnerschaft und Lage
Das Dorf hat 39 Einwohner (Stand 31. Dezember 2011). Es liegt ca. 25 Kilometer nordöstlich der Inselhauptstadt Kuressaare.

## Schule
1940 wurde die Schule von Kallemäe gegründet. 1976 wurde sie zu einem Internat erweitert. Sie ist heute eine überregionale bekannte Lehranstalt für leicht geistig behinderte Kinder.